# Hemigrammus ocellifer
Cá tetra đuôi sáng hay cá Thủ Vĩ Đăng (Danh pháp khoa học: Hemigrammus ocellifer) là một loài cá cảnh trong nhóm cá tetra. Chúng là một loài cá nước ngọt Nam Mỹ, được tìm thấy ở các con sông của Guyana, Suriname, Guiana thuộc Pháp, và lưu vực Amazon của Brazil và Peru.

## Đặc điểm
Chúng có kích thước tối đa là 5 cm (2,0 in), giới tính được phân biệt bởi con cái trưởng thành. Thân mình nó có màu sắc trong suốt, đầu và bụng có màu bạc hoặc vàng, dài cỡ 4–5 cm. Loài cá này có một đốm màu hồng đen ở gốc đuôi và ngay sau mắt trông giống như ánh đèn. Chúng có thân mình nó có màu sắc trong suốt, đầu và bụng có màu bạc hoặc vàng. Loài cá này có một đốm màu hồng đen ở gốc đuôi và ngay sau mắt trông giống như ánh đèn khiến nó có cái tên Thủ Vĩ Đăng.
Khi lớn lên chúng sẽ thích nghi với một loạt các điều kiện nước: pH nên được 6-8; DH lên đến 18 ° và nhiệt độ 72-79 °F (22-26 °C). có thể nuôi cá Thủ Vĩ Đăng chung với các loài cá khác cùng một hồ trong môi trường nước mềm. Là loài thích hợp cho bể cá cộng đồng trồng, chúng nên được nuôi giữ trong bầy sáu hoặc nhiều hơn và cung cấp cây nổi để khuếch tán ánh sáng chói chang, nơi ẩn náu và các khu vực bơi mở nên có sẵn.
Về chế độ ăn, chúng sẽ chấp nhận ăn các loại flake, micropellets, và thực phẩm đông lạnh như ấu trùng muỗi, tôm ngâm nước muối và bo bo. Cá Thủ Vĩ Đăng ăn những thức ăn như tép nhỏ,bo bo,trùn chỉ,lăng quăng và thức ăn cho cá dạng hạt nhỏ. Chúng tương đối dễ nuôi 

## Sinh sản
Vào mùa sinh sản,cá mái sẽ có bụng tròn đầy đặn, có thể phân biệt giữa cá mái và cá đực. Cá có thể đẻ từ 200 và 1000 quả trứng những quả trứng sẽ nở sau 24 giờ, cần tách bố mẹ chúng ra vì chúng có thể ăn đàn con của mình. Khoảng 12 đến 15 giờ sau khi cá đẻ,trứng được thụ tinh sẽ nở ra cá con. Lúc đó ta hãy đưa cá bố mẹ ra khỏi hồ để tránh chúng cá con. Cá Thủ Vĩ Đăng rất khó ép đẻ trong môi trường nuôi, khó đẻ không có nghĩa là không đẻ được vì thỉnh thoảng nó cũng đẻ trứng trong những bụi cỏ trân châu hay cỏ đỏ. Khi Thủ Vĩ Đăng khi đẻ đòi hỏi nhiệt độ, pH, môi trường hồ khá cao.